# Peranaster chirophorus
Peranaster chirophorus är en sjöstjärneart som först beskrevs av Fisher 1917.  Peranaster chirophorus ingår i släktet Peranaster och familjen Pedicellasteridae.
Artens utbredningsområde är Sulawesi. Inga underarter finns listade i Catalogue of Life.